# Acétate de 1,1-diméthylpropyle
L'acétate de 1,1-diméthylpropyle, ou acétate de tert-amyle est un ester, l'un des six isomères de l'acétate d'amyle.